# Vasco Alves
Vasco Alves (Vitória, 6 de agosto de 1941 - 25 de abril de 2020) foi um político brasileiro. Exerceu o mandato de deputado federal constituinte em 1988.
Filho de Vasco Alves de Oliveira e de Julita Devens de Oliveira. Foi casado com Marina Barcelos de Oliveira, com quem teve quatro filhos.

## Biografia
Em 1966, graduou-se em direito pela Universidade Federal do Espírito Santo (UFES). Depois de um ano, especializou-se em direito comparado na Universidade da Flórida, nos Estados Unidos. Em 1973, fez pós-graduação na Pontifícia Universidade Católica do Rio de Janeiro.
Foi nomeado procurador do Departamento Nacional de Obras e Saneamento (DNOS) no governo de Élcio Álvares (1975-1979).
Começou a vida política concorrendo pelo Partido do Movimento Democrático Brasileiro (PMDB), à prefeitura de Vila Velha, município do Espírito Santo. Ao ganhar as eleições, tomou posse em 1983. 
A Câmara Municipal na sua gestão aprovou uma lei que tornava obrigatória a discussão do orçamento anual com o Conselho Comunitário e com as associações de bairros.
Em 1986, tornou-se deputado federal e foi membro titular da Subcomissão dos Direitos dos Trabalhadores e Servidores Públicos, da Comissão da Ordem Social, e como suplente da Subcomissão da União, Distrito Federal e Territórios, da Comissão da Organização do Estado. 
Em 1988, concorreu à prefeitura de Cariacica, município do Espirito Santo, pelo Partido da Social-Democracia Brasileira (PSDB). Vitorioso, assumiu o mandato em janeiro de 1989.
Já em 1998, retornou para o Partido do Movimento Democrático Brasileiro (PMDB) e disputou o governo do Estado do Espírito Santo. Perdeu a votação para José Inácio Ferreira, candidato do Partido da Social-Democracia Brasileira (PSDB).
Em 2004 voltou a candidatar-se a prefeito de Vila Velha, e perdeu para Max Mauro Filho, candidato do Partido Democrático Trabalhista (PDT). Ao tentar novamente em 2008, perdeu para Neucimar Fraga, do Partido da República (PR).
Foi também professor da Academia de Letras Humberto de Campos, do Instituto dos Advogados do Espírito Santo e da Fundação Pedroso Horta, como também, presidente da Associação de Prefeitos e Vereadores do Espírito Santo.
Morreu no dia 25 de abril de 2020, aos 78 anos, devido a um câncer no estômago.